# 三浦誠司
三浦 誠司（みうら せいじ、1976年4月18日 - ）は、日本のソングライター・編曲家。茨城県出身。

## 作品

### 作詞・作曲
2007年
- ユビキリ（ご愁傷さま二ノ宮くん オープニングテーマ）[1]

2008年'
- Black Queen（ご愁傷さま二ノ宮くん キャラクターソングアルバム）
- それがこの俺メイドガイ（仮面のメイドガイ キャラクターソング1）
- 切なさはBlizzard（仮面のメイドガイ キャラクターソング3）
- 鮮魚うおまつ男節（仮面のメイドガイ キャラクターソング4）
- いいことあるさ （檜山修之 『ひーそん』収録）

2009年
- 闘艶結義〜トウエンノチカイ〜（真・恋姫†無双 第1期オープニングテーマ）
- 勇星乱舞-You Say Love!-（真・恋姫†無双 キャラクターソングCD 二「袁術・張勲・郭嘉」）
- 前略、一番会いたい人へ。（ストライクウィッチーズ 秘め歌コレクション 1）
- 時（ストライクウィッチーズ 秘め歌コレクション 3）

2011年
- No Name Flower（OVA『最遊記外伝』 第弐巻 散華の章 特典CD）
- existence （櫻井智 『ありがとう』収録）

2012年
- いてまえ!（うぽって!! キャラクターソング）

2013年
- カニ☆Do-Luck!（あいうら オープニングテーマ）
- 限りなくハッピーに近しい座標にいるあいうら（あいうら『カニ☆Do-Luck!』C/W曲）
- ウザッツ!オーライ（あいうら キャラクターソングアルバム）
- せんちめーとる…センチメンタル（あいうら キャラクターソングアルバム）

2016年
- 初恋Hello注意報 （A応P 6thシングル）
- 聖なる夜に （普通の女子校生が【ろこどる】やってみた。 OVAシリーズエンディングテーマ）[2]
- Dear Me （TVアニメ「ご注文はうさぎですか??」 キャラクターソングシリーズ02 リゼ）
- YOLO!! （野長瀬美慧 シングル）

2017年
- HOMELAND （ブレイブウィッチーズ 秘め歌コレクション Vol.5）

2018年
- 鮭とイクラと893と娘（ヒナまつり エンディングテーマ）[3]
- ビシバシ体操（快盗戦隊ルパンレンジャーVS警察戦隊パトレンジャーソングコレクション）
- 君への詩 （THE IDOLM@STER CINDERELLA MASTER 『Trust me』 カップリング曲）

2019年
- シャボン （バミューダトライアングル 〜カラフル・パストラーレ〜 エンディングテーマ）

2020年
- おかしーわ! （TVアニメ「超普通都市カシワ伝説R」 主題歌）[4][5]

### 作詞
2008年
- シアワセの言霊（我が家のお稲荷さま。 エンディングテーマ2）
- Funky Foxy Lovely Time（我が家のお稲荷さま。 天孤幻術 歌曲集）
- Believe,Believe（我が家のお稲荷さま。 天孤幻術 歌曲集）
- Girly Talk（仮面のメイドガイ キャラクターソング2）
- 1 or 8（ご愁傷さま二ノ宮くん キャラクターソングアルバム）
- Lightless Road （檜山修之 『ひーそん』収録）

2009年
- そばにいられるだけで（そらのおとしもの エンディングテーマ）
- Running on（バスカッシュ! 挿入歌、「アイドル・アタック!」収録）
- After The Heart Rain（バスカッシュ! 挿入歌、「アイドル・アタック!」収録）
- COSMOS（バスカッシュ! イメージソング、「アイドル・アタック!」収録）
- Film〜続編のヒロイン〜（ストライクウィッチーズ 秘め歌コレクション 3）
- トライアングル・スクランブル（ストライクウィッチーズ 秘め歌コレクション 4）
- Guilty Optimists（ストライクウィッチーズ 秘め歌コレクション 5）
- 願いの灯（ゲーム「ストライクウィッチーズ -あなたとできること A Little Peaceful Days-」）

2010年
- 帰るから（そらのおとしものf エンディングテーマ）
- Princess 37564（そらのおとしもの キャラクター・ソング・アルバム〜そらの音楽祭〜）
- 反則メタモルフォーゼ（そらのおとしもの キャラクター・ソング・アルバム〜そらの音楽祭〜）
- Neo=Frontier Spirit（そらのおとしもの キャラクター・ソング・アルバム〜そらの音楽祭〜）
- キミにChop!!!（そらのおとしもの キャラクター・ソング・アルバム〜そらの音楽祭〜）
- Sweet Duet（ストライクウィッチーズ 秘め歌コレクション 2）
- Endless Chat〜アルヨルノオハナシ〜（ラジオ「ストライクウィッチーズ スターライトストリーム」 オープニング）
- 日々是精進!（真・恋姫†無双 キャラクターヴォーカルアルバム 歌将大乱）
- わたしたちふたり×あなただけひとり（真・恋姫†無双 キャラクターヴォーカルアルバム 歌将大乱）
- AVALON（THE IDOLM@STER STATION!!! FIRST TRAVEL）

2011年
- SECOND（劇場版 そらのおとしもの 時計じかけの哀女神 主題歌）
- クレヨン（劇場版 そらのおとしもの 時計じかけの哀女神 劇中歌）
- あいをあげる（そらのおとしものf キャラソン&ドラマ・アルバム 〜天使達の声（うたひめヴォイス）が響く〜）
- 鬼遊戯狂詩曲（そらのおとしものf キャラソン&ドラマ・アルバム 〜天使達の声（うたひめヴォイス）が響く〜）
- ナイショの果実〜Eu Te Amo〜（そらのおとしものf キャラソン&ドラマ・アルバム 〜天使達の声（うたひめヴォイス）が響く〜）
- フール・イン・ザ・ラビリンス（そらのおとしものf キャラソン&ドラマ・アルバム 〜天使達の声（うたひめヴォイス）が響く〜）
- Run!Run!スプリンター（そらのおとしものf キャラソン&ドラマ・アルバム 〜天使達の声（うたひめヴォイス）が響く〜）
- LOVEオーダーメイド（THE IDOLM@STER MASTER ARTIST 2 -Second Season- 04 秋月律子）
- カタコイソルジャー （櫻井智 『ありがとう』収録）

2012年
- ひめくり （うぽって!! エンディングテーマ）
- 恋愛バトルライン （うぽって!! 『I.N.G.』カップリング曲）
- パラシュート （うぽって!! キャラクターソング）

2013年
- Top of Tops!（弱虫ペダル SPECIAL RIDE エンディングテーマ）
- To Be Continued?（問題児たちが異世界から来るそうですよ？ エンディングテーマ）
- Beauty as the Beast（問題児たちが異世界から来るそうですよ？ 挿入歌）
- ぼくたちの星座（問題児たちが異世界から来るそうですよ？ エンディングテーマ）

2015年
- ミス・マーメイド -The Myth Mermaid-(普通の女子校生が【ろこどる】やってみた。 OVAシリーズ劇中歌)

2016年
- レインボーバトン （普通の女子校生が【ろこどる】やってみた。 OVAシリーズオープニングテーマ）
- 青春Say Cheese！ （普通の女子校生が【ろこどる】やってみた。 OVAシリーズエンディングテーマ）
- そいじゃッ レベルUP⤴ （BOYS AND MEN研究生 6thシングル『ドドンコ Don't worry』 パターンD カップリング曲）

2017年
- オキラクゴクラクガール （おとめボタン 4thシングル）

2018年
- なつっこ音頭 （TVアニメ「シンデレラガールズ劇場」 第3期エンディングテーマ）[6]

2020年
- Countless days （TVアニメ「プランダラ」 第1クールエンディングテーマ）

### 作曲
2008年
- Le Secret‐ル・スクレ‐（乃木坂春香の秘密 キャラクターソング1）
- 妹…ですけどっ!（乃木坂春香の秘密 キャラクターソング2）
- 背中に投げたラブレタァ（乃木坂春香の秘密 キャラクターソング3）
- ご奉仕いんすぱいぁ（乃木坂春香の秘密 キャラクターソング4）
- ちゃんとしてよセイシュン!（To LOVEる -とらぶる- バラエティーCD その1）
- 情熱閃光応援団（GO TO SONG 2）
- ヨロイをはずせ〜悪ノススメ （檜山修之 『ひーそん』収録）
- すーぱー・まにあっく （檜山修之 『ひーそん』収録）

2009年
- 秘密推奨!うるとLOVE（乃木坂春香の秘密 ぴゅあれっつぁ♪ エンディングテーマ）
- 風になれ! Lacrosse Heart! -ノクターン女学院ラクロス部-（乃木坂春香の秘密 ぴゅあれっつぁ♪ 挿入歌）
- したい!なりたい!乃木坂メイド隊（乃木坂春香の秘密 ぴゅあれっつぁ♪ あらかると2）
- “ありがと”の経験値（とある魔術の禁書目録 アーカイブス1）
- ゼロからの逆襲（とある魔術の禁書目録 アーカイブス2）
- チクチク・B・チック（そらのおとしもの 挿入歌）
- ひだまり・ひだまれ・ひだまりるん（ひだまりスケッチ×365 キャラクターソングVol.7）
- そばにいる（闘艶結義〜トウエンノチカイ〜 カップリング曲）

2010年
- クライマックスホイッスル（スフィア シングル『MOON SIGNAL』カップリング曲）

2011年
- ともだちピンク（ロウきゅーぶ! キャラクターソング）
- 青じゃなくって水色 （ロウきゅーぶ! キャラクターソング）
- さんきゅ〜（N± シングル『ハロ→レッツゴ→→→』カップリング曲）
- SAMURAIガールの憂鬱（神のみぞ知るセカイ 神のみキャラCD.5 春日楠）
- お守りみたいにきこえてる（猫神やおよろず キャラクターソング vol.1）
- DREAM SHOOTER（カードファイト!! ヴァンガード エンディングテーマ）
- 私たちは未来の花 （ラブライブ! ソロアルバム 『海色少女に魅せられて』 収録曲）
- 超☆愛(マジラブ)合体!!エンジェロボ!!（劇場版 そらのおとしもの 時計じかけの哀女神 劇中歌）

2012年
- HOP STEP HOT! （アニメ『Another』 キャラクターソング）
- 未来への架け橋（カードファイト!! ヴァンガード アジアサーキット編 キャラクターソング）
- バイバイ☆大作戦 （乃木坂春香の秘密 ふぃな〜れ♪ エンディングテーマ）

2013年
- ちぇあWooman （あいうら キャラクターソングアルバム）
- Maria Trap （THE IDOLM@STER LIVE THE@TER PERFORMANCE 02）
- スーパー戦隊☆非公認応援歌 （非公認戦隊アキバレンジャー シーズン痛 エンディングテーマ）
- 桜花（OVA『最遊記外伝』 特別篇 特典CD）
- Soul×Hundred （TAKUYA シングル『Keep trying』カップリング曲）
- 夢待ちの季節 （薄桜鬼 懐古録 オープニングテーマ）

2014年
- ミライファンファーレ （普通の女子校生が【ろこどる】やってみた。 TVシリーズオープニングテーマ）[7]

2015年
- 乙姫心で恋宮殿 （ラブライブ! The School Idol Movie ユニットシングルCD lily white）
- Birth（AKB48 『ここがロドスだ、ここで跳べ!』収録）

2016年
- 乙女はこの夏パッションを知る （A応P 1stアルバム 収録曲）[8]

2017年
- Undiscovered WORLD （THE IDOLM@STER SideM ORIGIN@L PIECES 03）

2018年
- でれぱ音頭 （インターネットラジオ 「CINDERELLA PARTY!」 テーマソング）

2020年
- 五ツ座流星群 （THE IDOLM@STER SHINY COLORS GR@DATE WING 04）[9]